# The Gathering (álbum de Testament)
The Gathering es el octavo álbum de estudio de la banda estadounidense de thrash metal Testament, lanzado el 8 de junio de 1999.
Por la crítica, el disco fue acogido de muy buena manera, de forma que periodistas como Jason Hundey (Allmusic) lo reconocen como uno de sus mejores trabajos discográficos, y hasta Amazon llamó a la banda entre el top 5 de los mejores grupos de thrash metal..
Musicalmente, este es mucho más rápido y pesado que los álbumes anteriores de la banda, y la letra más oscura. Chuck Billy utiliza algunas de sus técnicas vocales más agresivas, y en varias canciones agrega voces guturales.

## Lista de canciones
1. "D.N.R. (Do Not Resuscitate)" – 3:34
2. "Down for Life" – 3:23
3. "Eyes of Wrath" – 5:26
4. "True Believer" – 3:36
5. "3 Days in Darkness" – 4:41
6. "Legions of the Dead" – 2:37
7. "Careful What You Wish For" – 3:30
8. "Riding the Snake" – 4:13
9. "Allegiance" – 2:37
10. "Sewn Shut Eyes" – 4:15
11. "Fall of Sipledome" – 4:48
12. "Hammer of the Gods" – 3:11

"Hammer of the Gods" es una pista adicional instrumental.

## Créditos
- Chuck Billy: Vocales, coproducción
- Eric Peterson: Guitarra rítmica/principal, producción, ingeniería
- James Murphy: Guitarra principal, ingeniería
- Steve DiGiorgio: Bajo
- Dave Lombardo: Batería

.
- Andy Sneap: Ingeniería, mezclas
- Vincent Wojno : Ingeniería
- Kent Matcke : Ingeniería
- Phil Arnold : Producción ejecutiva
- Dave McKean : Portada